# شارون بيكسما
شارون بيكسما (بالهولندية: Sharon Pieksma)‏ (من مواليد 6 يناير 1995) عارضة أزياء وحاملة لقب ملكة جمال هولندية التي توج ملكة جمال هولندا 2019. مثلت هولندا في مسابقة ملكة جمال الكون 2019.

## روابط خارجية
- Miss Nederland Official Website
- missuniverse.com
- شارون بيكسما على إنستغرام
- Miss Nederland على إنستغرام

| الجوائز و الإنجازات     | الجوائز و الإنجازات   | الجوائز و الإنجازات |
| ----------------------- | --------------------- | ------------------- |
| سبقه Rahima Ayla Dirkse | ملكة جمال هولندا 2019 | تبعه TBD            |